# Les Aventures de Loïc Francœur
Pour les articles homonymes, voir Francœur.
Les Aventures de Loïc Francœur sont une série de bande dessinée créée par Bernard Capo. Cette série paraît dans La Nouvelle République puis dans le Journal de Tintin. Elle est ensuite publiée par Le Lombard en six albums de 1988 à 1994.

## Trame
Le héros de la série, Loïc Francœur, est un jeune chanteur qui doit résoudre différentes énigmes.

## Historique de la série
Bernard Capo travaille depuis 1985 comme caricaturiste et illustrateur à la Nouvelle République du Centre-Ouest. Il y prépublie en 1987 les aventures de Loïc Francoeur, qui paraissent ensuite dans le Journal de Tintin. La série est publiée en albums par Le Lombard, puis par A à Z Patrimoine. En 2020, les éditions Bulleberry ré-éditent "Le Roi de Cœur - énigme à Bourges" dans une version rajeunie, re-colorisée et re-lettrée.

## Prépublication
Les épisodes sont prépubliés dans le Journal de Tintin :
- Le Roi de Cœur, dans le Journal de Tintin, 1987-1988 ;
- Les Deux Soleils de Rhodes, 1989-1990 ;
- Quatre joyaux pour un Fantôme, 1990-1991 ;
- Tin-Hinan, 1992.

## Albums
Six albums paraissent aux Éditions du Lombard, puis un septième aux Éditions A à Z :
1. Le Roi de Cœur, Le Lombard, 1988 — Prix Bedesup du meilleur premier album, et Prix littéraire de la ville de Bourges ; rééd. Bulleberry 2020.
2. Le Monstre du Youdig, Le Lombard, 1989.
3. Les Deux Soleils de Rhodes, Le Lombard, 1990.
4. Quatre joyaux pour un Fantôme, Le Lombard, 1991.
5. Tin-Hinan, Le Lombard, 1992.
6. La Nuit de Saint-Avel, Le Lombard, 1994.
7. Toutou Song, Éditions A à Z, 2007.